# Hadena rubens
Hadena rubens là một loài bướm đêm trong họ Noctuidae.